# César Santis
César Elías Santis Santander  (Santiago, 5 de febrero de 1979) es un exfutbolista chileno. Jugaba de mediocampista y su último equipo fue el Audax Italiano de la Primera División de Chile.

## Trayectoria
Nació el 5 de febrero de 1979, volante o lateral, fue una de las promesas del fútbol chileno que disputó el sudamericano sub-20 de Mar del Plata en 1999, siendo una de las figuras aquella selección,fue vendido a España sin jugar muchos partidos en el primer equipo del RCD Espanyol es cedido al Real Murcia donde logra más continuidad, posteriormente regresa a RCD Espanyol de Barcelona y sufre rotura de ligamentos de rodilla y finaliza su contrato.
Regresa al fútbol chileno donde realiza una buena campaña en Unión Española, para posteriormente pasar a Everton de Viña del Mar donde nuevamente sufre rotura de ligamentos en la rodilla.
Durante la temporada 2006 se convierte en jugador de Club de Deportes Antofagasta para luego ser fichado ese mismo año por Audax Italiano, luego de 3 temporadas deja el equipo al no renovarse su contrato con el club.
Actualmente se desempeña como Director Técnico de la categoría Sub-19 de Audax Italiano.

## Selección nacional
En 1999 jugó un partido por Chile ante su similar de Bolivia. Entró a los 59 minutos en reemplazo de Mauricio Aros.

### Partidos internacionales
| 1     | 28 de abril de 1999 | Estadio Félix Capriles, Cochabamba, Bolivia | Bolivia    | 1-1 | Chile |   |  | Nelson Acosta | Amistoso |
| Total | Total               | Total                                       | Presencias | 1   | Goles | 0 |  |               |          |

| Selección chilena | Selección chilena | Selección chilena |
| Año               | Partidos          | Goles             |
| ----------------- | ----------------- | ----------------- |
| 1999              | 1                 | 0                 |
| Total             | 1                 | 0                 |

## Clubes
| Club                   | País   | Año       |
| ---------------------- | ------ | --------- |
| Unión Española         | Chile  | 1996-1998 |
| RCD Espanyol           | España | 1998-2002 |
| → Real Murcia (cedido) | España | 2001-2002 |
| Unión Española         | Chile  | 2002-2003 |
| Everton                | Chile  | 2004-2005 |
| Deportes Antofagasta   | Chile  | 2006      |
| Audax Italiano         | Chile  | 2006-2009 |

## Palmarés

### Campeonatos nacionales
| Título       | Club         | País   | Año     |
| ------------ | ------------ | ------ | ------- |
| Copa del Rey | RCD Espanyol | España | 1999-00 |

- Datos: Q3822721